# Sân bay Sevilla
Sân bay Sevilla  (tiếng Tây Ban Nha: Aeropuerto de Sevilla) (IATA: SVQ, ICAO: LEZL) là sân bay quốc tế phục vụ Sevilla ở miền nam Tây Ban Nha, và các tỉnh lân cận khác. Đây là sân bay lớn thứ mười hai ở Tây Ban Nha, xử lý 3,7 triệu hành khách trong năm 2013. Sân bay phục vụ như là cơ sở cho các hãng hàng không giá thấp Vueling và Ryanair.
Sân bay trước đây có tên gọi là Tablada Aerodrome, một sân bay quân sự. Nó nằm khoảng 10 km (6,2 mi) về phía đông của trung tâm thành phố Sevilla, và khoảng 110 km (68 dặm) về phía đông bắc của Costa de la Luz.